# Trinity House

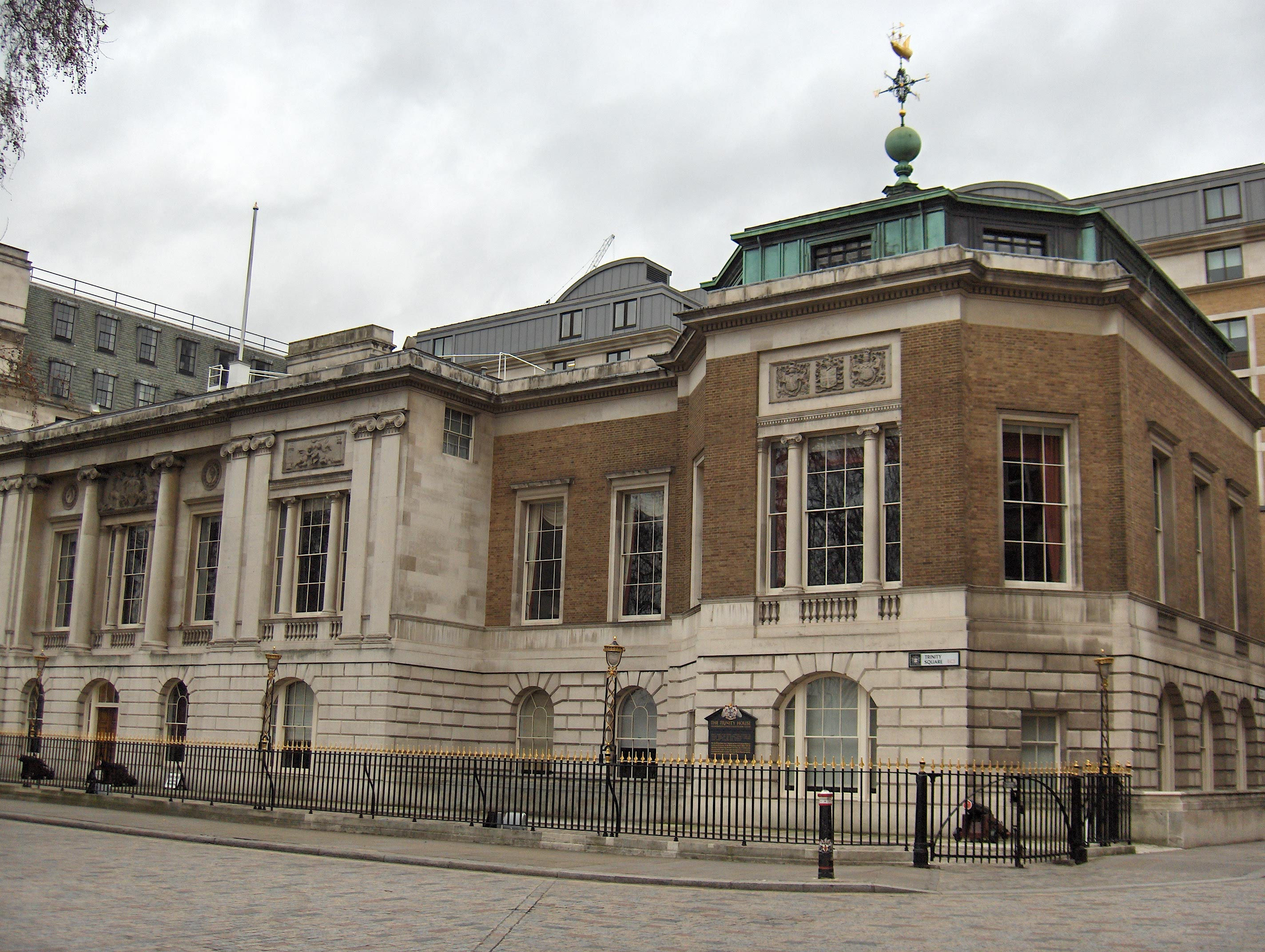
Edificio de Trinity House en Londres.

Pabellón que arbolan las embarcaciones de Trinity House.

The Corporation of Trinity House of Deptford Strond, conocida simplemente como Trinity House es una corporación que funciona en el Reino Unido, las islas del Canal y Gibraltar. Fue creada en 1514 por una Carta Real de Enrique VIII de Inglaterra.
La corporación tiene a su cargo tres tareas principales:
- The Trinity House Lighthouse Service: Se encarga de la construcción y operación de las ayudas a la navegación: faros, boyas, radares y satélites de posicionamiento global que permiten la radionavegación vía satélite.
- Charitable Organisation: Promueve la seguridad, bienestar y el entrenamiento de marineros.
- Deep Sea Pilotage: Otorga licencias a pilotos que operan en alta mar, en especial en el norte de Europa.

La corporación se financia por medio de una tasa especial, cobrada a los barcos que utilizan los puertos británicos. La tasa es denominada «light dues».
En 2014 Trinity House tenía tres barcos en servicio, que se ocupaban de reelevamientos hidrográficos y tareas de mantenimiento de las ayudas a la navegación. Los barcos eran: THV Patricia, THV Alert y THV Galatea.
La sede de Trinity House se encuentra en Tower Hill, en Londres. El edificio fue diseñado por Samuel Wyatt y su construcción terminó en 1798.

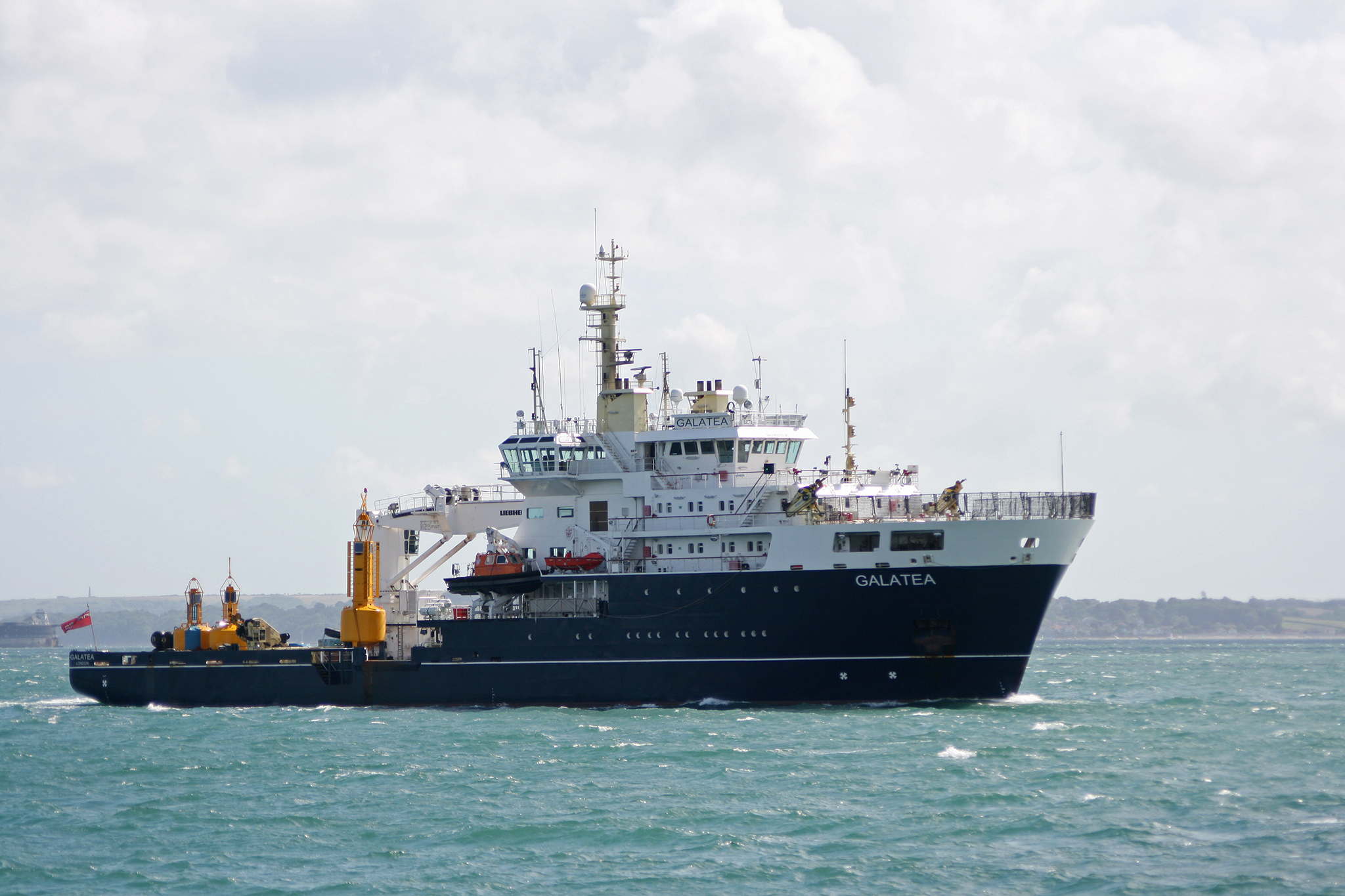
THV Galatea.
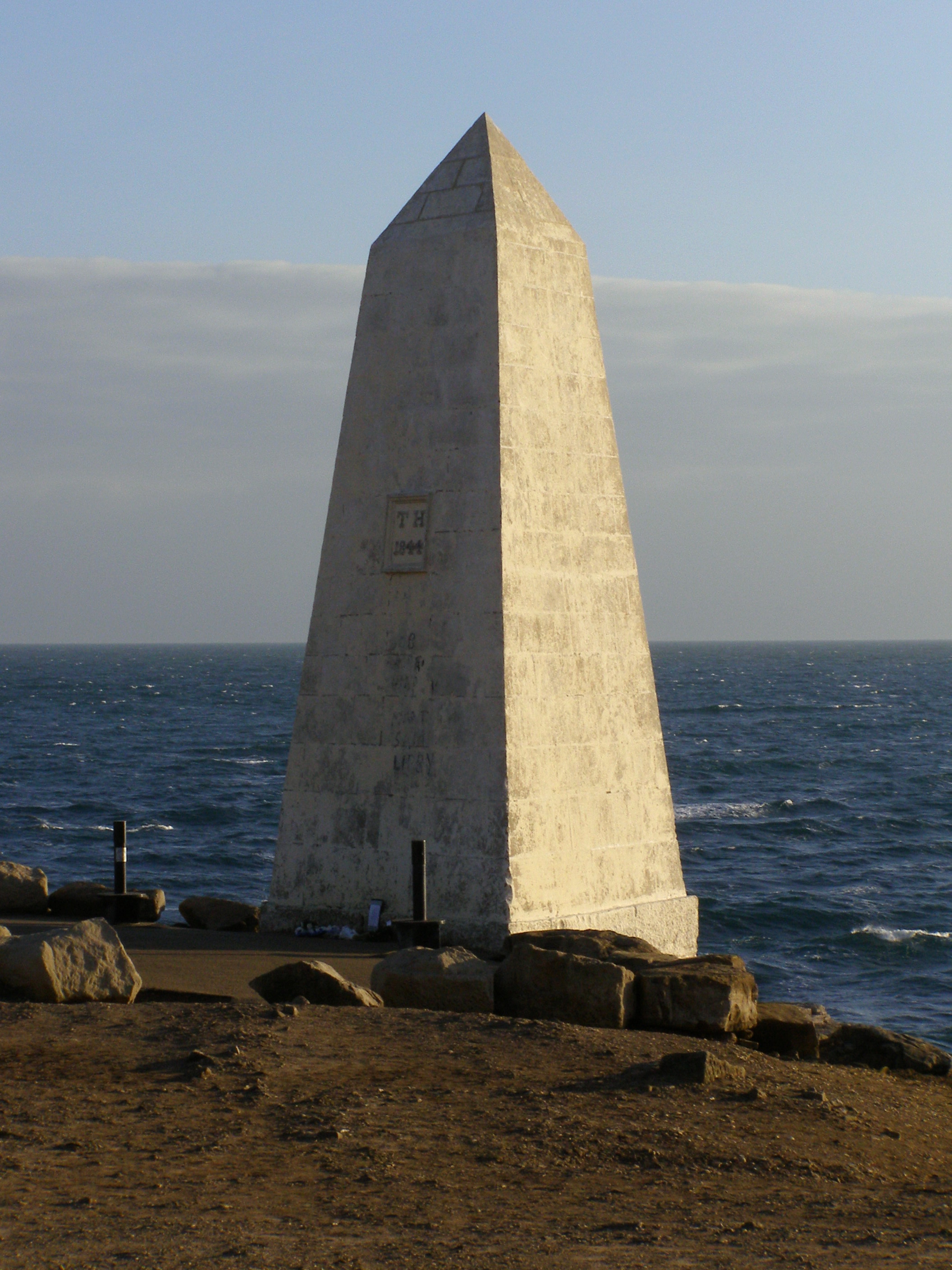
Obelisco en Dorset.
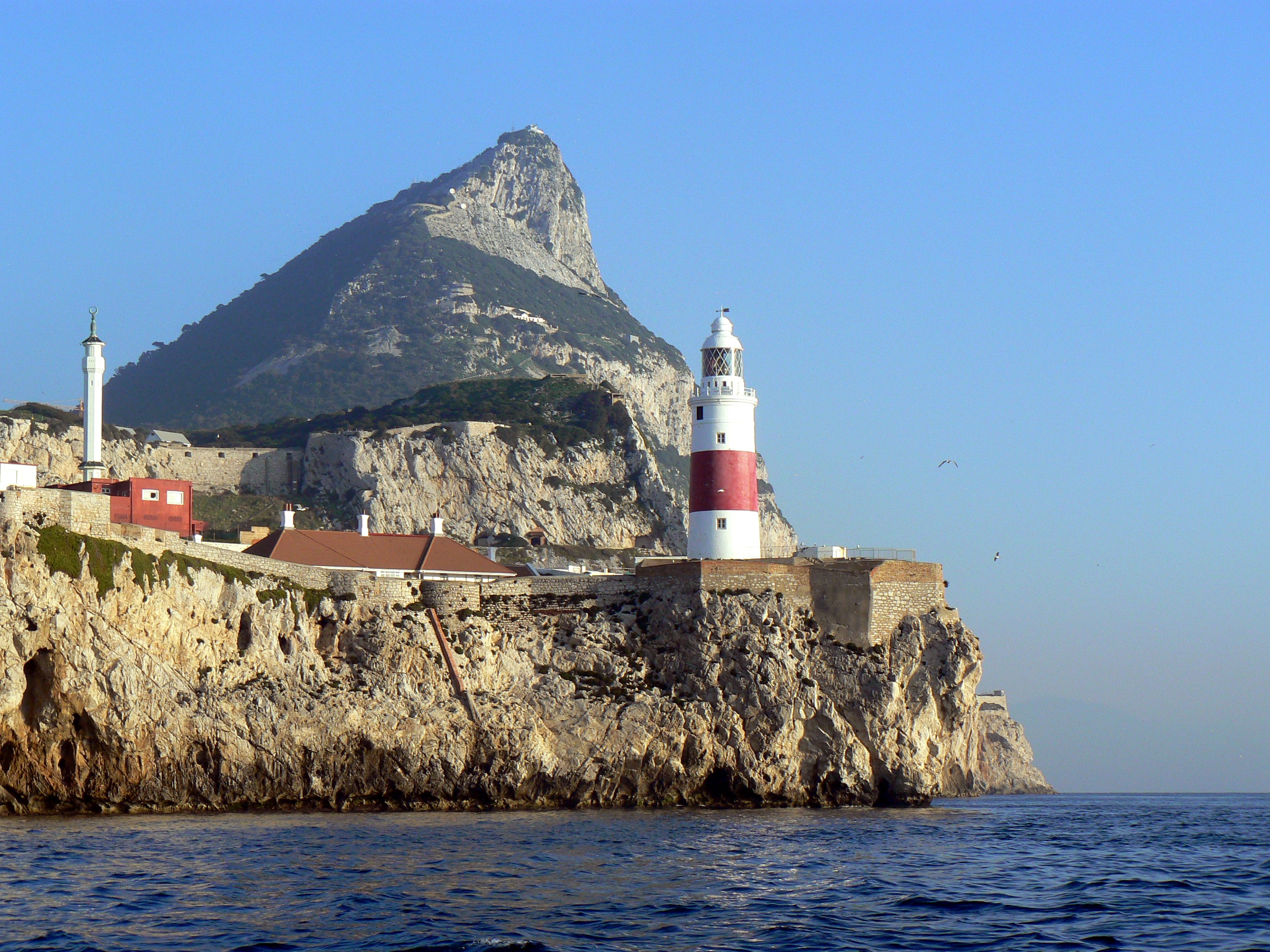
Faro de Punta Europa, en Gibraltar.